# Operación Rosario
La Operación Rosario (también conocida como la recuperación argentina a las Islas Malvinas) fue la recuperación de las Islas Malvinas por parte de la República Argentina el 2 de abril de 1982 por medio de una operación anfibia incruenta, por decisión de la Junta Militar que gobernaba en el país desde 1976, y que estaba compuesta (en ese tiempo) por el teniente general Leopoldo Fortunato Galtieri, el almirante Jorge Isaac Anaya y el brigadier Basilio Lami Dozo, (quienes designaron a Carlos Büsser como principal responsable del operativo militar). El archipiélago estaba bajo control del Reino Unido desde su ocupación en 1833 hasta esta operación. 
Los militares argentinos desalojaron a las autoridades británicas y establecieron una Gobernación militar de las Islas Malvinas, por efecto del decreto nacional 681/82 S.
Las autoridades argentinas planificaron la operación a partir de diciembre de 1981. En marzo de 1982, zarpó una flota expedicionaria del continente. El desembarco inició el 2 de abril y fue ejecutado sin mayores inconvenientes excepto por un muerto en la toma de la Casa de Gobierno. El comandante argentino logró su objetivo sin causar bajas en el enemigo ni los civiles, algo que la dictadura requería para las negociaciones diplomáticas. Al final, las fuerzas argentinas rindieron a la reducida guarnición británica, la cual fue deportada junto al gobernador Rex Hunt.
El sábado 3 de abril el Consejo de Seguridad de las Naciones Unidas aprobó la Resolución 502 que:
1. Exige la cesación inmediata de las hostilidades.
2. Exige la retirada inmediata de todas las fuerzas argentinas de las Islas Malvinas.
3. Exhorta a los Gobiernos de la Argentina y el Reino Unido de Gran Bretaña e Irlanda del Norte a que procuren hallar una solución diplomática a sus diferencias y a que respeten plenamente los propósitos y principios de la Carta de las Naciones Unidas.

15 sobre 30 países votaron a favor de la resolución, uno por encima del mínimo necesario. La dictadura cívico-militar argentina no esperaba este resultado. Con la excepción de Panamá, los miembros del Movimiento de Países No Alineados votaron en contra de la Argentina mientras que la Unión Soviética, España, Polonia y China se abstuvieron.
Ese mismo sábado 3 de abril, el Gobierno del Reino Unido lanzó la Operación Corporate, a cargo de la Fuerza de Tareas 317, para recapturar los archipiélagos y desplazar a las tropas argentinas. Prácticamente, esa operación fue la que inicio la Guerra de Malvinas. 

## Antecedentes y preparativos
A mediados de diciembre del año 1981, el comandante en jefe de la Armada Jorge Isaac Anaya impartió la primera orden del conflicto al jefe del Estado Mayor General de la Armada Alberto Vigo. La indicación contemplaba la toma de las Malvinas, el alistamiento de los cazas Super Étendard y la adquisición de aviones P-3 Orion.
La invasión de las Malvinas debía realizarse de manera oculta, con el objetivo de sorprender a las tropas británicas. La velocidad de los soldados era un elemento crucial, ya que esta ejecución debía durar un periodo de tiempo determinado, que era limitado. Por último, el enfrentamiento no debía ser violento sino táctico. Donde se le presentasen al enemigo obstáculos para que estos tomen decisiones que  favorezcan a la ofensiva argentina y, cómo consiguiente, se logre  la rendición de la guarnición. Con el plan de invasión del archipiélago, Vigo ordenó al comandante de Operaciones Navales, vicealmirante Juan José Lombardo, la actualización del plan de toma de las Malvinas.
El 12 de enero de 1982 la Junta Militar resolvió que el general de división Osvaldo Jorge García —comandante del V Cuerpo de Ejército—, el vicealmirante Juan Lombardo y el brigadier mayor Sigfrido Martín Plessl —comandante de Instrucción, constituyeran un equipo de trabajo para realizar un estudio de una operación militar en las Malvinas. La Junta incorporó esta resolución al acta del día manteniéndola en secreto. En este sentido, se planeó que la planificación fuera secreta y manuscrita. Las reuniones se realizarían en distintos lugares. Se planteó también que los jefes de los Estados Mayores Generales de las Fuerzas Armadas y el ministro de Relaciones Exteriores Nicanor Costa Méndez se incorporarían a la planificación finalmente.
El 26 de enero de 1982, la Junta Militar resolvió que el equipo de trabajo expusiera los planes a mediados del mes de marzo siguiente. La comisión redactó los planes cuyos objetivos fueron  [sic] «recuperar la soberanía argentina en las islas Malvinas, Georgias y Sandwich del Sur y contribuir a afirmar su pleno dominio en el Atlántico Sur». La documentación estableció además la Resolución Estratégica Nacional del Comité Militar de emplear a las Fuerzas Armadas para recuperar los archipiélagos australes en litigio con el Reino Unido.
La comisión dijo que la operación militar era «apta, factible y aceptable» y que «la Fuerza Conjunta estaría en condiciones de ejecutar la operación a partir del 15 de mayo de 1982». El documento imponía dos condiciones importantes: «Debe mantenerse el actual estado británico de defensa de las islas y (…) de tenerse que recurrir a la fuerza, esta debe ser restringida a operaciones incruentas a fin de minimizar la reacción británica y alentar a una mejor posición negociadora».
El operativo, que solo sería ejecutado por efectivos de la Armada, incorporó un regimiento del Ejército a instancias del general de división Osvaldo García. Los mandos resolvieron que esa unidad recibiera una misión importante y no solo simbólica. La explicación de esto es que el Ejército Argentino durante la historia había conquistado los territorios que formaron el territorio argentino. La Fuerza Aérea Argentina quería tener entre sus tareas la toma del aeropuerto de Puerto Argentino, deseo que le fue concedido. García seleccionó al Regimiento de Infantería 25 para la invasión de las islas. La unidad estaba comandada por el teniente coronel Mohamed Alí Seineldín.

## Plan de Operaciones

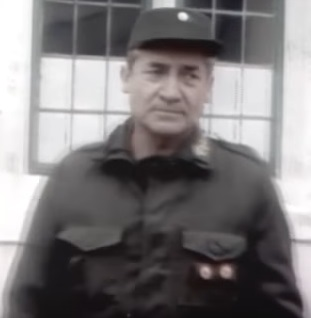
General de división Osvaldo Jorge García en la Operación Rosario, el 2 de abril de 1982.

Durante el conflicto, la Armada, así como las demás Fuerzas Argentinas, planearon una serie de operaciones y estrategias a seguir para la invasión del archipiélago. Pero debido a distintos factores, algunas no se siguieron a la perfección y sufrieron modificaciones; otras no se realizaron.
La Operación Rosario era una operación combinada  que incluía la participación de todas las Fuerzas Armadas. Pero a pesar de que había sido previamente planificada, hubo muchos errores e improvisaciones por parte de las fuerzas argentinas, principalmente debido a falta de tiempo, de organización y problemas logísticos.
La operación fue originalmente concebida por la Armada con el nombre de Operación Azul, y debía realizarse siguiendo diferentes requisitos y condiciones impuestas por el Gobierno Argentino. Por ejemplo, debía ser ejecutada por sorpresa, debía darse en un periodo corto de tiempo (es decir en pocas horas), y además no debía causar bajas al enemigo (aspecto que dependía en gran parte de la conducta y reacción de las tropas enemigas). Seconsideró como objetivo fundamental de la Armada Argentina la toma de Puerto Argentino/Stanley y de las tropas y autoridades británicas que allí se encontrarán; en este sitio se habían asentado, era clave su captura para la realización correcta y deseada de la operación.
Los planes de la operación implicaban la ejecución sorpresiva de una operación anfibia por todas las direcciones y de manera simultánea hacia los objetivos más importantes. Y estos últimos eran el Cuartel de los Infantes de la Marina Británicos, la zona del aeropuerto (para así despejar el lugar en donde iban a aterrizar los aviones que transportaban a las tropas argentinas); y el Puerto Argentino (el principal poblado) y capital de las islas. Para cumplir cada uno de estos objetivos se debía tener una acción específica y otra opción secundaria, por si la primera fracasara. Asimismo, se debía evitar cualquier tipo de atentado en contra de las instituciones y la población de la localidad a ocupar. Pero debido al descubrimiento del plan argentino por parte de las autoridades británicas, estas sufrieron ciertas modificaciones, pues el factor sorpresa se había perdido. Cabe agregar que también el plan de operaciones sufrió cambios debido a cuestiones meteorológicas.

#### Acciones previstas para la Aviación Naval.
Esta unidad, al igual que la Flota de Mar, se encargó del transporte de personal, suministro y pertrechos. De la Aviación naval se esperaba que participen las unidades de la 1° y 2° Escuadrilla Aeronaval de Helicópteros, aviones A4Q de la 3° Escuadrilla Aeronaval de Ataque y aviones S2T-Tracker de la Escuadrilla Aeronaval Antisubmarina. Al mismo tiempo, se pensaron utilizar de la Escuadrilla Aeronaval de exploración dos aviones SP-2H NEPTUNE.

#### Acciones previstas para la Infantería de Marina.
Los vehículos anfibios que transportaban tropas en principio debían desembarcar en la playa Yorke Este. Pero se decidió finalmente que desembarcaran en la playa Yorke Oeste, debido a la presencia de una misteriosa mancha oscura en el mapa que podría dificultar la navegación (y por consiguiente, afectar la operación).
Los Buzos Tácticos y los Comandos Anfibios eran la avanzada de la invasión y estaban separados en tres grupos y tenían objetivos diferentes. Al Comando de Anfibios y Buzos Tácticos de Giachino, se le asignó la tarea de capturar la casa del gobernador, debido a que las medidas defensivas de Inglaterra requerían un nivel de profesionalidad que las tropas que inicialmente iban a hacerlo (las de Seineldín), no poseían. Los Buzos Tácticos que fueron transportados por el submarino ARA Santa Fe fueron relevados de dos de sus tareas, tomar el faro San Felipe y verificar si había tropas británicas en zonas específicas de las islas. Y solo se les encargó marcar la playa de desembarco del BIM2 (Batallón de Infantería de Marina N.º 2). Finalmente, a los Comandos Anfibios a cargo del Capitán Guillermo Sánchez Sabarots, se les asignó proceder con la captura del cuartel de los Royal Marines.

#### Acciones previstas para la Fuerza de Submarinos
El submarino ARA “Santa Fe” se debía encargar del despliegue de tropas. Los Buzos Tácticos transportados en este submarino debían ser los primeros en llegar a la isla para comenzar la operación, y eran los encargados de marcar la playa de desembarco.

#### Acciones previstas para la Flota de Mar
Los buques de la Flota de Mar de la Armada Argentina, como el ARA “Cabo San Antonio”, el protagonista ARA “Santísima Trinidad” y el rompehielos ARA “Almirante Irizar, tenían la función asignada de transportar otras unidades, aviones y helicópteros. Además, la Fuerza de desembarco estaba encargada  del control de la pista de aterrizaje del aeropuerto para que puedan aterrizar, sin sufrir ataques británicos, los aviones que cargaban las tropas argentinas. Los buques iban a zarpar el 28 de marzo de 1982. Se modificó la hora en la que iban a zarpar los buques (6:00) para las 6:30 ya que así tendrían una mejor visibilidad. La fuerza de desembarco obtuvo el apoyo de fuego naval por parte de ARA “Drummond “ y ARA “Santísima Trinidad “ para poder oponerse a cualquier ataque enemigo luego de enterarse de que los británicos estaban ocupándose de la defensa de las Islas. Cuando la operación había terminado, la fuerza de desembarco era la encargada también de buscar a las mismas tropas que habían traído.

## Desarrollo

Mapa de los movimientos realizados en los alrededores de Puerto Argentino/Stanley entre los días 1 y 2 de abril.

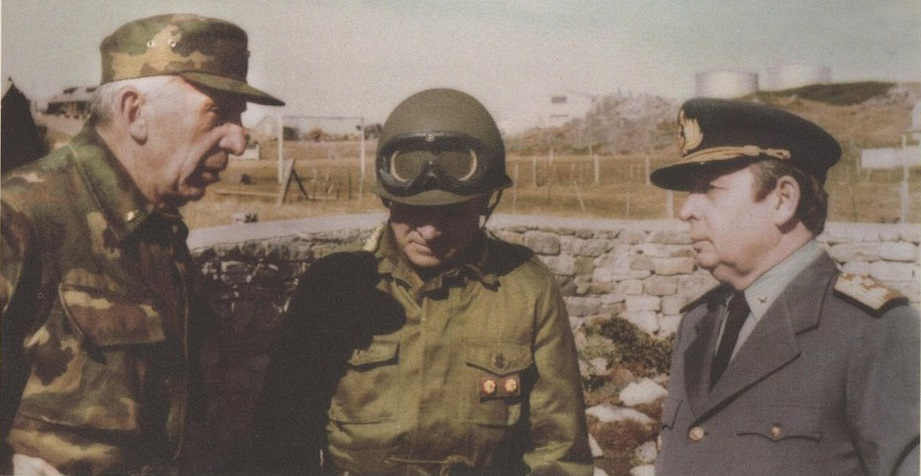
De izquierda a derecha: el contraalmirante IM Carlos Büsser, el general de división Osvaldo Jorge García y el contraalmirante Gualter Oscar Allara.

### Lanzamiento del operativo
El 26 de marzo de 1982 la Junta Militar ordenó la ejecución de la operación adelantándola 45 días con respecto al plan original de desembarcar el 15 de mayo. La Armada Argentina formó dos fuerzas de tareas: la FT 40 (anfibia) y la FT 20 (de apoyo) que zarparon de Puerto Belgrano el 28 de marzo. La primera formación estaba liderada por el destructor ARA Santísima Trinidad (D-2), un destructor con lanzamisiles guiados que poseía un lanzador doble para 22 misiles Sea Dart Mk30. Y la segunda formación se componía del portaaviones ARA Veinticinco de Mayo (V-2), el cual portaba tres aviones, entre ellos A-4Q Skyhawk de la EA33 (3.ª Escuadrilla Aeronaval de Caza y Ataque), cinco S-2E Tracker de la EA2S (Escuadrilla Aeronaval Antisubmarina), tres helicópteros SA316 Alouette III de la EAH1 (1.ª Escuadrilla Aeronaval de Helicópteros) y un SH-3 Sea King de la EAH2 (2.ª Escuadrilla Aeronaval de Helicópteros).
El grupo de diplomáticos argentinos designados para el plan no había finalizado las medidas diplomáticas paralelas a la operación militar. El mismo día 26, la Junta ordenó al ministro de Relaciones Exteriores Nicanor Costa Méndez demorar la respuesta que a la sazón demandaba el embajador de Reino Unido. Además, le indicó que mantuviera una buena relación con los británicos para llegar sin inconvenientes al 1, 2 o 3 de abril.

### Conversación entre Galtieri y Reagan
En las primeras horas del 1 de abril, el presidente de Estados Unidos Ronald Reagan se comunicó por teléfono con Galtieri para convencerlo de detener la operación. El general argentino era renuente a atender y solo lo hizo una hora y media después del corte de las comunicaciones con la flota, es decir, la hora del «no retorno». Reagan expresó su preocupación, a lo que el dictador argentino respondió con una larga exposición de los derechos argentinos sobre el archipiélago. En un momento determinado, el gobernante estadounidense manifestó su amistad con la primera ministra Margaret Thatcher y que Reino Unido era «un aliado muy particular de Estados Unidos». Reflejando lo irremediable de las cosas, Galtieri declaró que los hechos ya estaban disparados. Ante esta terminante posición, Reagan solo preguntó por los habitantes de las islas. Tras el diálogo con Galtieri, Reagan envió un mensaje a Thatcher expresando la situación y asegurando su apoyo en la guerra.

### Inicio de las hostilidades
El movimiento al archipiélago, a 14 nudos de velocidad y en formación circular, protegía a la nave más valiosa del conjunto: el buque de desembarco de tanques ARA Cabo San Antonio (Q-42), que llevaba las tropas y medios para el desembarco. Mar afuera, se les unió el rompehielos ARA Almirante Irízar (Q-5), y comenzó la distribución de los planes y la cartografía necesarios por medio de helicópteros, mientras la FT 40 se destacaba en una posición al norte de las islas. El viento se incrementó y afirmó del sudoeste con intensidad de temporal, por lo que la FT 40 debió bajar su velocidad hasta tener un avance efectivo de seis nudos. El Santísima Trinidad, debido a los golpes de mar, perdió parte de la carga de nafta que la Agrupación de Comandos Anfibios llevaba en tanques sobre su cubierta. Las pésimas condiciones del tiempo produjeron un sensible atraso en el derrotero de la Fuerza Anfibia, lo que provocó que se cambiase el día «D» para el 2 de abril. Con un viento que llegaba a los 45 nudos del sur sudoeste, aviones Grumman S-2 Tracker del portaviones ARA Veinticinco de Mayo (V-2) cumplían vuelos de exploración. A estos medios marítimos, se sumó la participación del crucero ARA General Belgrano, quien fue uno de los buques insignia de la Armada Argentina. Comprado en el año 1951 a la Armada de Estados Unidos. Este poseía 15 cañones de 152 mm/47 calibres puestos en cinco torres de tres cañones cada una, 8 cañones antiaéreos individuales de 127 mm, 2 montajes dobles antiaéreos de 40 mm y 2 montajes cuádruples de misiles Sea Cat.
El 30 de marzo, cuando la invasión se volvió inminente, el Gobierno británico ordenó que el destructor HMS Antrim (D18), seguido de otros dos buques de superficie y tres submarinos nucleares, que se dirigieran a las islas Georgias del Sur para apoyar al HMS Endurance. El resto de las unidades de la Marina Real se puso en alerta de cuatro horas. En la capital colonial, Puerto Argentino, se encontraba un destacamento de unos 85 infantes de marina, quienes estaban armados con unos cuántos ejemplares de Ametralladora ligera Bren del tipo L4A2 y rifles L1A1 semiautomáticos, ambos de 7,62 mm. además de 67 milicianos de la Fuerza de Defensa de las Islas Malvinas.
El 31 de marzo a las 12:57 horas (UTC-03:00) la flota argentina cortó las comunicaciones con el continente y puso rumbo directo a las Malvinas. En estos momentos, el Gabinete británico fue informado de esto, y puso en alerta las islas. Infantes de marina británicos comenzaron a organizar la resistencia. Los isleños obstaculizaron la pista del aeropuerto y apagaron el faro de San Felipe. Ante esto, los comandantes argentinos modificaron su plan original ordenando la captura del gobernador Rex Hunt entre otras tareas. Ese mismo día, el general Osvaldo Jorge García, debido a las malas condiciones meteorológicas reinantes, postergó un día la operación de desembarco, fijando como día D al 2 de abril y como hora H las 6:00.
El teniente coronel Seineldín propuso —y se aceptó— que el nombre de la operación fuera «Operación Rosario».
Finalmente, el 2 de abril en horas de la madrugada, buzos de la Armada Argentina que nadaron hasta una playa al norte de Puerto Argentino desde un submarino, habilitan el desembarco de vehículos anfibios y tropas argentinas. Los marines reales fueron pronto rodeados, y se produjo un intenso cruce de fuego. La última misión de los integrantes del BIM 2 consistió en liberar a 30 ciudadanos argentinos, que se encontraban bajo guardia armada en el edificio Town Hall.
A las 6:30, desde el ARA Santísima Trinidad, se irradió un comunicado en el que intimaba a la población a no ofrecer resistencia para evitar derramamiento de sangre. El grupo del capitán de corbeta Pedro Edgardo Giachino, la avanzada de las fuerzas argentinas, se dirigió a la casa del gobernador, invitándole a la rendición. Al no recibirse respuesta, entraron al anexo de los sirvientes, donde se había atrincherado un grupo de Marines Reales, entablándose un combate. Comenzó un tiroteo generalizado, donde se produjo la primera baja del conflicto, el capitán de corbeta argentino Giachino, que fue herido mortalmente; fueron también alcanzados por las esquirlas y resultaron heridos de gravedad, el teniente de fragata Diego García Quiroga y el cabo primero Ernesto Urbina. El resto de sus hombres se replegaron, aunque mantuvieron el asedio sobre la sede del gobierno británico, disparando desde una posición elevada ubicada al sur de la misma.
El 1 de abril, a las 21:18, el primer grupo de botes se desprendió del ARA Santísima Trinidad: 84 comandos anfibios y buzos tácticos bajo el mando del capitán de corbeta Guillermo Sánchez Sabarots. A las 22:45, el grueso de la Agrupación de Comandos Anfibios salió del buque en 19 embarcaciones destacándose, inmediatamente, el destructor en su zona de patrullado. Desembarcaron en Mullet Creek sobre las 23:00. A esa misma hora, el submarino ARA Santa Fe libró a otros diez buzos tácticos para colocar balizas de radionavegación y ocupar el faro Cabo San Felipe. Cuando el Santa Fe emergió, fue detectado por el radar de navegación del buque costero Forrest, con lo que se iniciaron las hostilidades. A las 23:40, en la zona del aeropuerto se observó una bengala verde y, al poco tiempo, fue apagado el faro San Felipe.
Ya el 2 de abril, a primeras horas, se dio el desembarco de un grupo de comandos anfibios y de buzos tácticos con botes neumáticos para despejar posibles obstáculos o minas que hubiera en las playas para el arribo de los vehículos anfibios, a la 1:30, los hombres de Sánchez Sabarots se dividieron en dos grupos: el primero, comandado por él mismo, se dirigió a los barracones de la Real Infantería de Marina británica en Moody Brook para atacarlos; el segundo, bajo el mando del capitán de corbeta Pedro Edgardo Giachino, segundo jefe del Batallón de Infantería de Marina N.º 1 (BIM 1), avanzó hacia Puerto Argentino/Stanley con objeto de tomar las oficinas del gobernador británico y capturarlo. El cabo Jacinto Eliseo Batista integró el grupo inicial de comandos que desembarcó en Pembroke:

Pasamos a muy poca distancia del grupo de ametralladoras que nos estaba esperando en la playa. Pedimos autorización para tomarlos, cosa que fue denegada, primero porque no tenía que haber bajas y segundo porque no querían que se desvelase la operación.

A la 1:55, el submarino ARA Santa Fe salió a la superficie, frente a Punta Calebroña y lanzó sus buzos tácticos a unos 3000 m del faro San Felipe, que se encontraba apagado, alejándose después, a máxima velocidad en superficie, para regresar a su lugar de patrulla. Pero los británicos, sobre aviso, habían evacuado los barracones y estaban desplegados en posiciones de combate. Durante la aproximación al área de Moody Brook, Sánchez Sabarots había perdido a uno de sus hombres, el teniente de navío Jorge Horacio Bardi que se había torcido el tobillo en la oscuridad, convirtiéndose en la primera víctima de la guerra.
A las 4:20, el destructor ARA Hércules izó su pabellón de guerra y comenzó su patrulla en Puerto Groussac, protegiendo el inicio de la fase de asalto, la aproximación del BDT ARA Cabo San Antonio y de la corbeta ARA Drummond. A las 5:45, la Fuerza de Desembarco de Sánchez Sabarots abrió intenso fuego automático y de granadas de aturdimiento sobre los barracones donde suponían a los infantes de marina británicos. A los pocos minutos, descubrieron que nadie devolvía el fuego (estaban vacíos). El ruido, por el contrario, alertó al mayor Mike Norman —que dirigía a las fuerzas británicas— de que los argentinos habían llegado.
Cerca de las 6:00 se apagaron las luces de la bodega del BDT, se abrieron las compuertas de proa y se pusieron en marcha los enormes extractores de gases.
A las 6:22, llegó la orden «¡Primera ola al agua!» y, desde el portal de proa del ARA Cabo San Antonio, comenzaron a lanzarse al mar los vehículos anfibios, con tropas de élite integradas por el Batallón de Infantería de Marina N.º 2 cuyo comandante era el capitán de fragata de IM Alfredo Raúl Weinstabl y junto a ellos, la Sección Gato del Regimiento de Infantería 25 del Ejército Argentino, a cargo del subteniente Roberto Oscar Reyes, embarcados también en uno de los anfibios. Uno a uno fueron zambulléndose al mar los tractores anfibios, orientándose solo con las balizas que habían colocado los buzos tácticos del submarino ARA Santa Fe. La primera oleada fue la vanguardia de la Fuerza de Desembarco, integrada por efectivos de la Compañía Foxtrot del Batallón de Infantería de Marina N.º 2 bajo el mando del capitán de corbeta (IM) Hugo Jorge Santillán como Comandante de la Vanguardia y el teniente de corbeta (IM) Carlos Ramón Schweizer como segundo comandante y jefe de la Compañía Foxtrot. Esa formación de avanzada llegó a tierra y enfiló hacia el aeropuerto. Los Buzos Tácticos fueron quienes le avisaron al “Cabo San Antonio” que la playa estaba libre; cuando la Fuerza de desembarco arribó a la costa, ya estaban preparados y ya habían despejado la playa. Como tenían que cumplir esta función, necesitaban ser los primeros en llegar al archipiélago. Una vez que se llega a la cabecera de pista del mismo, el subteniente Reyes recibe la orden de despejar con sus tropas del Ejercito Argentino la pista principal que se encontraba obstaculizada con maquinarias y tractores[cita requerida].Tras ello avanzaron hacia la capital alrededor del mediodía sin encontrar resistencia.
La Vanguardia, constituida principalmente por elementos de infantería, morteros, ametralladoras y cañones sin retroceso de la Compañía Foxtrot continua hacia la zona del istmo que une el aeropuerto con Puerto Argentino sobrepasándolo rápidamente en dirección al poblado. Unos 400 metros antes de llegar al mismo, el vehículo anfibio 'VAO 7' que iba a la cabeza de la formación, a cargo del suboficial Víctor Quiroga, recibe un nutrido fuego de misiles antitanques por lo cual Santillán ordena desenfilada de casco para evitar que los tiros de ametralladora que reglaban los británicos, puedan dar en alguno de los tripulantes y a la vez manda el desembarco de las tropas que rápidamente tomaron posición para repeler el ataque. De igual manera actuaron los dos vehículos que venían detrás, uno a cargo del capitán Hugo Santillán y otro a cargo del teniente Carlos Schweizer quienes tomaron posición desplegando a los infantes de marina en el terreno y comenzando a repeler el ataque que arreció cuando los ingleses abrieron fuego con ametralladoras y también con cañones sin retroceso Carl Gustav de 84 mm. A raíz de esto el comandante de la vanguardia le ordena al suboficial Mario Di Filipo, que haga fuego con sus cañones sin retroceso de 75 mm del vehículo 'VAO 19', cuidando de tirar muy por encima de las tropas británicas para evitar ocasionarle bajas al enemigo tal como fue la orden del contraalmirante Busser. Se efectuaron disparos de tiradores, de morteros y finalmente al hacerlo con los cañones sin retroceso de 75 mm impactando en la parte alta del galpón desde cuya base combatía un grupo de royal marines que optan por batirse en retirada ante la precisión de la infantería de marina argentina. En estos primeros combates se produce el primer y único herido de la vanguardia, el infante de marina Horacio Tello. Las Compañías Echo (teniente de navío Carlos César Aruani) y Delta (teniente de navío Francisco Armando Di Paola) desembarcaron poco después para ocupar el faro y continuar con las misiones planeadas.
A las 6:30, desde el Santísima Trinidad, se radió un comunicado en el que instaba a la población a no ofrecer resistencia para evitar derramamiento de sangre. A las 6:45 de la mañana del 2 de abril, se realizó el izamiento del pabellón argentino en las islas, a cargo de Guillermo Rodríguez, suboficial mayor de Infantería de Marina y encargado de la Agrupación de Comandos Anfibios.
El grupo de Giachino, la avanzada de las fuerzas argentinas, se dirigió a la casa del gobernador, y le invitaron a la rendición. En caso de resistencia, estaba previsto que las acciones a tomar por las fuerzas de desembarco debían estar restringidas a operaciones sin derramamiento de sangre, a fin de minimizar la reacción británica y alentar a una mejor posición negociadora. Al no recibirse respuesta, entraron al anexo de los sirvientes, donde se había atrincherado un grupo de marines reales, y se entabló un combate. Comenzó un tiroteo generalizado, donde se produjo la primera baja del conflicto, el capitán de corbeta Pedro Giachino, que fue herido mortalmente; fueron también alcanzados por las esquirlas y resultaron heridos de gravedad, el teniente de fragata Diego García Quiroga y el cabo primero Ernesto Urbina. El resto de sus hombres se replegaron, aunque mantuvieron el asedio sobre la sede del Gobierno británico, disparando desde una posición elevada ubicada al sur. Pedro Giachino murió después, convirtiéndose así en la primera baja de la guerra de las Malvinas y recibió post mortem la Cruz al Heroico Valor en Combate. El contraalmirante Busser buscó al padre Ángel Mafezzini que había sido herido en el ojo y le pidió que fuera al hospital para darle sus últimos ritos.
Los constantes cambios de posición de los comandos anfibios argentinos y el uso de granadas de aturdimiento hicieron creer a los defensores que estaban bajo el ataque de una fuerza numéricamente muy superior a la real, lo cual resultó decisivo para obtener su rendición. A los pocos minutos, aterrizó el primer C-130 Hercules de la Fuerza Aérea Argentina en el Aeropuerto de Puerto Argentino.
El grupo del capitán de corbeta Guillermo Sánchez Sabarots se encolumna y rápidamente sale para reforzar a los hombres del capitán Giachino, pero antes de llegar a la casa del gobernador, apareció un argentino de la población civil, que no había sido capturado, y avisa de la presencia de unos 20 milicianos en Drill Hall, por lo que los comandos anfibios entraron y los milicianos no ofrecieron resistencia.
Cuando la Compañía E del teniente de navío Carlos Aruani llegó a las proximidades del viejo aeropuerto, sufrió el primer ataque de la infantería de marina británica. Un blindado LVTP-7 fue averiado por disparos de una ametralladora de la 2.ª Sección del teniente Bill Trollope, pero la tripulación argentina resultó ilesa. El capitán de fragata Alfredo Weinstabl, comandante del BIM 2 recuerda haber ordenado avanzar la Compañía Delta del teniente de navío Francisco Di Paola como refuerzos en esta acción:

Dispuse que la Compañía Delta del teniente de navío Di Paola desplegara para constituirse como base de fuego y la Echo del teniente de navío Aruani, sin desmontar de los vehículos a oruga, se lanzase hacia la ciudad, pero ya el capitán Santillán, con sus morteros, ametralladoras, el fuego de los fusileros y fundamentalmente con un eficaz disparo de uno de sus cañones sin retroceso había hecho que los ingleses cesaran en su acción, retirándose al interior de la localidad.

El contraalmirante Busser, responsable del desembarco, comenzó a preocuparse: las tropas blindadas aún no habían entrado en contacto con los comandos, y la resistencia británica era más intensa de lo esperado. Ordenó entonces que un pelotón de fusileros del Batallón del BIM 1 bajo órdenes del teniente de navío Oscar Oulton fuesen helitransportados a la costa.
A las 8:30, el gobernador Hunt y el mayor Norman, sitiados y bajo presión, debatieron qué hacer. Se sugirió dispersarse por el interior para iniciar una guerra de guerrillas, pero finalmente, creyéndose rodeados por una compañía reforzada de infantería de marina, decidieron que este plan de acción no tenía sentido. Hicieron traer al  vicecomodoro Héctor Gilobert, un argentino residente de las islas al que consideraban un espía, y le encargaron negociar el alto el fuego.
Poco después de la rendición británica, más de treinta ciudadanos argentinos que habitaban las islas y que habían sido tomados rehenes en la capital malvinense por las autoridades británicas fueron liberados por los hombres del teniente de fragata Juan Carlos Martinelli.Dichos ciudadanos formaban parte d ella comunidad malvinenses habían Sido tomados como escudos humanos por orden del gobernador británico.Martinelli.

Según el capitán de corbeta Santillán, un vehículo anfibio de recuperación ('R1') había desembarcado en cercanías de la capital malvinese poco después de la llegada a la Casa del Gobernador, para realizar reparaciones de emergencia en dos de los vehículos, uno que había perdido una de sus orugas y otro que había sido baleado 97 veces en el tiroteo con los hombres del teniente Trollope.
Una vez reparados, la misión de Santillán fue la toma de la punta de la Armada en el extremo oriental de la península Camber. Al ingresar en el galpón fue recibido a tiros por un soldado británico y al salir corriendo se engancha el pie en una piedra sufriéndo un esguince grave.
Esa mañana, el abanderado de la Flota de Mar, teniente de fragata Martín Cazaux, se trasladó desde el ARA Hércules hasta Puerto Argentino/Stanley, en un helicóptero Lynx, para izar la bandera de la Argentina.
Al día siguiente aparecieron en los periódicos británicos las fotos de los soldados británicos tendidos en el suelo boca abajo. Aproximadamente 175 defensores —incluyendo 85 marines reales, 11 marineros del buque Endurance y 67 miembros de la FIDF, 2 ex marines reales, 6 o 7 policías— fueron capturados por las tropas argentinas en la acción.
Entre los 175 prisioneros tomados en la Operación Rosario, figuraban los suboficiales Gerald Cheek y Pat Peck y sus secciones de la 'Falkland Islands Defence Force' (FIDF) capturados en las inmediaciones de la Casa del Gobernador.
Media docena de marines reales bajo el mando del cabo Stefan York evitaron ser capturados, pero pronto se vieron obligados a rendirse totalmente agotados a los pocos días de tomar refugio en Long Island Farm. Terry Peck, de la policía local se une la fuerza de desembarco británico en San Carlos.
Cumplida su tarea del desembarco en Malvinas, algunas de sus fracciones se encontraban listas para el repliegue al continente, que comenzó el mismo 2 de abril.
En esas circunstancias, y ante la necesidad de brindar apoyo logístico a las unidades navales que operaban en el puerto de la capital de las islas, el comandante de la flota de mar dispuso la creación del Apostadero Naval Malvinas, designando como jefe al capitán de fragata Adolfo A. Gaffoglio.
Al finalizar la operación se le asignó la tarea de regresar las unidades que no iban a ser transportadas por los buques hacia el lugar más próximo en el continente a la Aviación Naval y a la Fuerza Aérea. Desde allí fueron llevados por otros aviones a los destinos respectivos. Esto fue decidido ya que se sospechaba que los británicos habían dejado submarinos nucleares por la zona por la cual los buques argentinos regresaron y se creyó conveniente que las unidades vuelvan por vía aérea.

### Movimientos posteriores

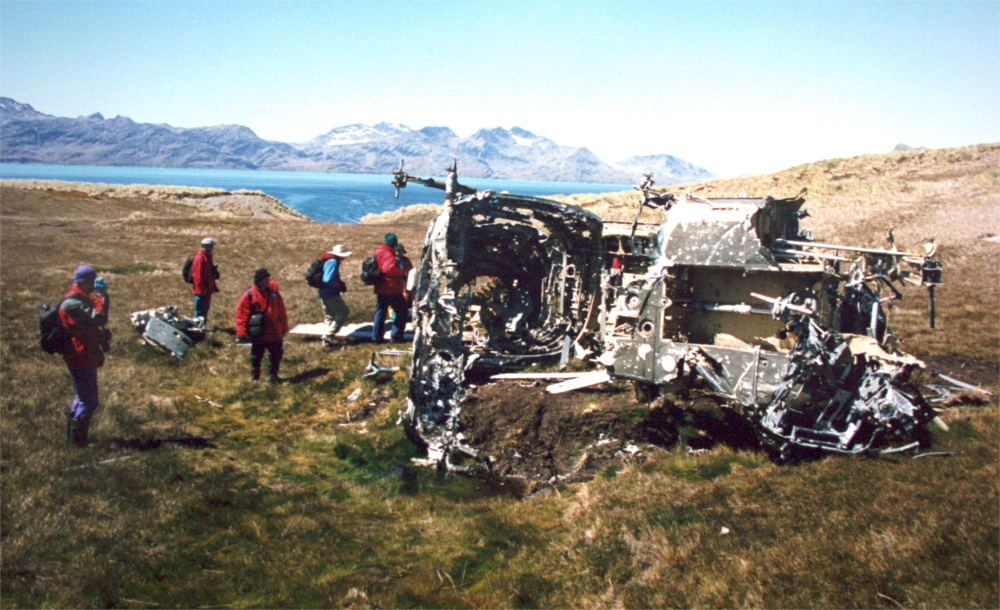
Restos del helicóptero Puma argentino.

El 3 de abril, otro grupo de tropas argentinas ocupó Grytviken y Puerto Leith en la isla San Pedro, en una misión complementaria. 
Se rindieron los 22 Royal Marines del teniente Keith Mills atrincherados en la Punta Coronel Zelaya, con sólo un defensor herido y se entregaron sin resistencia 13 hombres más del Equipo de Estudio Antártico Británico refugiados en la Iglesia de Grytviken. La operación arrojó tres soldados argentinos fallecidos y un helicóptero SA 330 Puma derribado 
Los más de 80 soldados británicos que se rindieron, descritos por Londres como “Leones de Stanley”, fueron recibidos como héroes cuando regresaron a su país pocas días después.

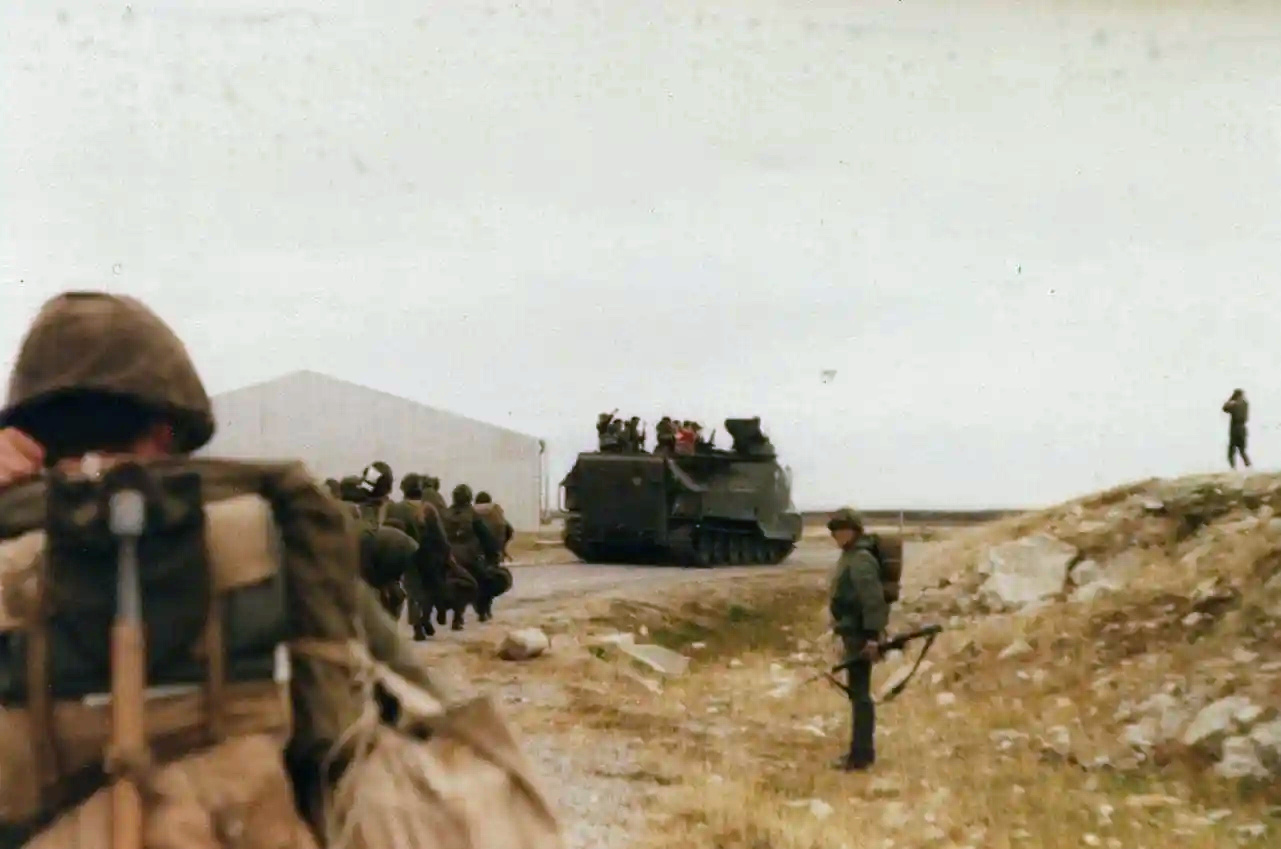
Infantes de marina argentinos después de la toma.

## Consecuencias
El 3 de abril el Gobierno del Reino Unido cortó relaciones su homólogo argentino y Margaret Thatcher lanzó la Operación Corporate con el objetivo de reconquistar los archipiélagos. Tal cometido sería ejecutado por las Fuerzas de Tareas 317 y 324, bajo el mando del comandante en jefe John Fieldhouse con base en Nortwood. «Nuestro objetivo es liberar las islas de la ocupación» dijo Thatcher.
En las primeras horas del 2 de abril el presidente del Banco Central argentino Egidio Ianella extrajo los fondos argentinos disponibles en Londres (unos 2000 millones de dólares). Al día siguiente, el Gobierno británico congeló las divisas argentinas en Gran Bretaña, que eran unos 123 millones.
La población argentina recibió la noticia con júbilo y festejó públicamente. No apoyaba al Gobierno de facto sino a la reivindicación de los derechos en las islas. En Reino Unido, la reacción inicial fue de estupor, y después, de orgullo nacional herido. En general, la maniobra despertó un sentimiento anticolonialista en América Latina.
La resolución 502 del Consejo de Seguridad de las Naciones Unidas, aprobada el 3 de abril de 1982, exigió el cese inmediato de las hostilidades a las partes implicadas en el conflicto de las Malvinas, al considerar que existía un quebrantamiento de la paz en la región de este archipiélago. La resolución exigía además la retirada inmediata de todas las fuerzas argentinas de las Islas. Finalmente exhortaba tanto a Argentina como al Reino Unido a que buscasen una solución diplomática al conflicto respetando lo dispuesto por la Carta de las Naciones Unidas.
Días después, se incrementaron a 12.000 efectivos a las fuerzas argentinas destacadas en el archipiélago, sin equiparlas de los abastecimientos y servicios necesarios, sin contar con la capacidad de poder abastecer por modo marítimo debido a que la importante amenaza submarina británica excedía la capacidad para contrarrestar. Esa limitación para controlar las comunicaciones marítimas obligó a que se recurriera al modo aéreo, el cual, no resultó suficiente para poder satisfacer las demandas logísticas de las tropas en las Islas.

## Informe a Londres
A las 16:30 (hora local) del 2 de abril tuvo lugar la última conversación vía teletipo entre un operador de las Malvinas y un operador en el Ministerio de Defensa británico, anunciando que las islas se encontraban bajo dominio argentino.

## En la cultura popular
Los hechos de la Operación Rosario fueron representados tanto en el film británico An Ungentlemanly Act y se contempla parte de ella en el largometraje argentino Soldado argentino solo conocido por Dios.